# فرانشيسكو كوكو
فرانشيسكو كوكو (بالإيطالية:Francesco Coco) ، ولد في 8 يناير 1977 في باترنو ,إيطالي لاعب كرة قدم إيطالي سابق، شارك مع منتخب بلاده في كأس العالم 2002.
ويعمل حالياً محلل للدوري الإيطالي لقناة bein sports.

## روابط خارجية
- فرانشيسكو كوكو على موقع الاتحاد الدولي (مؤرشف)  (الإنجليزية)
- فرانشيسكو كوكو على موقع الاتحاد الأوربي (الإنجليزية)
- فرانشيسكو كوكو على موقع قاعدة بيانات كرة القدم.إي يو (الإنجليزية)
- فرانشيسكو كوكو على موقع بيانات كرة القدم. دي إي (الألمانية)
- فرانشيسكو كوكو على موقع ناشيونال فوتبول تيمز (الإنجليزية)
- فرانشيسكو كوكو على موقع عالم كرة القدم.نت (الإنجليزية)
- فرانشيسكو كوكو على موقع كووورة